# トリオプラン

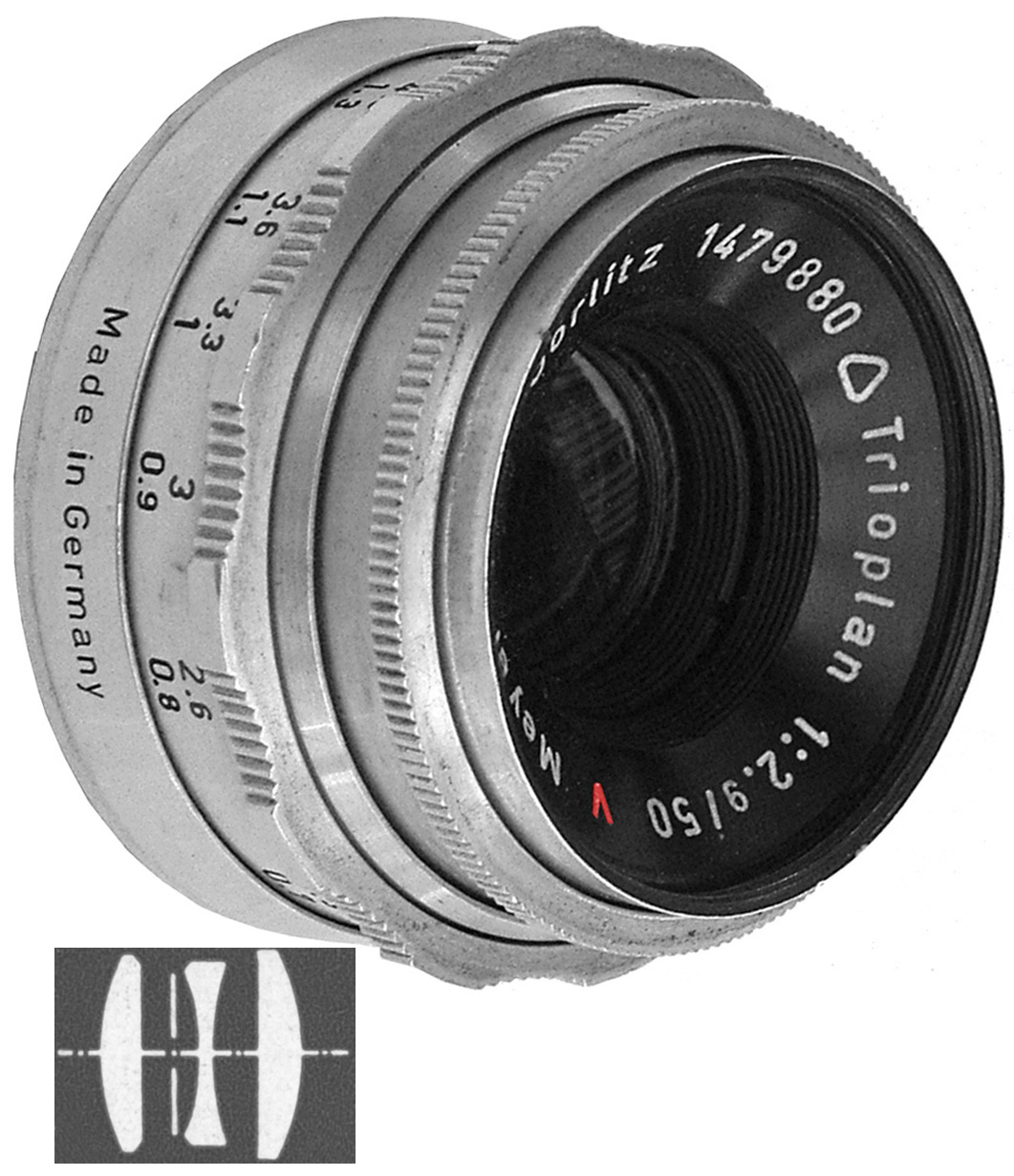
トリオプラン (Altix mount)

トリオプラン（ドイツ語: Trioplan）はメイヤー・オプティック・ゴルリッツによって開発されたトリプレットレンズでクック・トリプレットの設計に基づいて開発されたカメラレンズである。

## 概要
トリオプランは1913年から3群3枚構成のレンズとして発売された。焦点距離は100mmで視野角は約24°であった。
トリプレット構成のためザイデル収差の全てを調整する自由度があるアナスチグマートという特長がある。また、最小F値が f/ 2.8で比較的明るいレンズであった。
トリオプランは、安価の割には品質が良く、メイヤー・オプティック・ゴルリッツ製品の中では人気のあるレンズの1つであった。このレンズは1966年まで製造されていた。戦前は真鍮鏡胴で有ったが、1942年からアルミ鏡胴となり、第二次世界大戦後に改良が行われて性能が向上した。トリオプランはライバルメーカーであるカール・ツァイスのテッサーの半額程度の価格で販売されていた。
トリオプランはレンズマウントのバリエーションとしてエキザクタ (Exakta Varex)マウント、M42マウント、及びアルティッサ（ドイツ語: Altissa）のアルティックス（ドイツ語: Altix）マウントが有った。
近年は現代のレンズでは出ない強烈な癖がSNS等を中心に注目されるようになり、トリオプランはその独特の「玉ボケ」のために注目されるようになった。
メイヤー・オプティック・ゴルリッツは一旦廃業となったが、ブランド復活に向けて様々な経緯があり、2021年7月より日本でもケンコープロフェショナルイメージング
より販売が再開された。

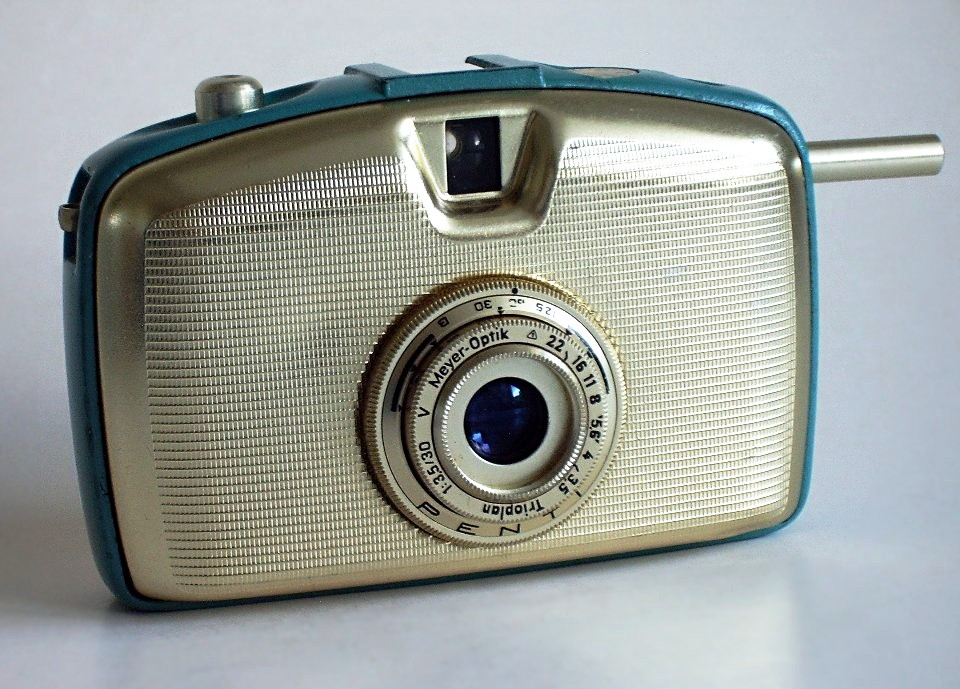
ペンタコン Penti I とトリオプラン f/ 3.5 30mm
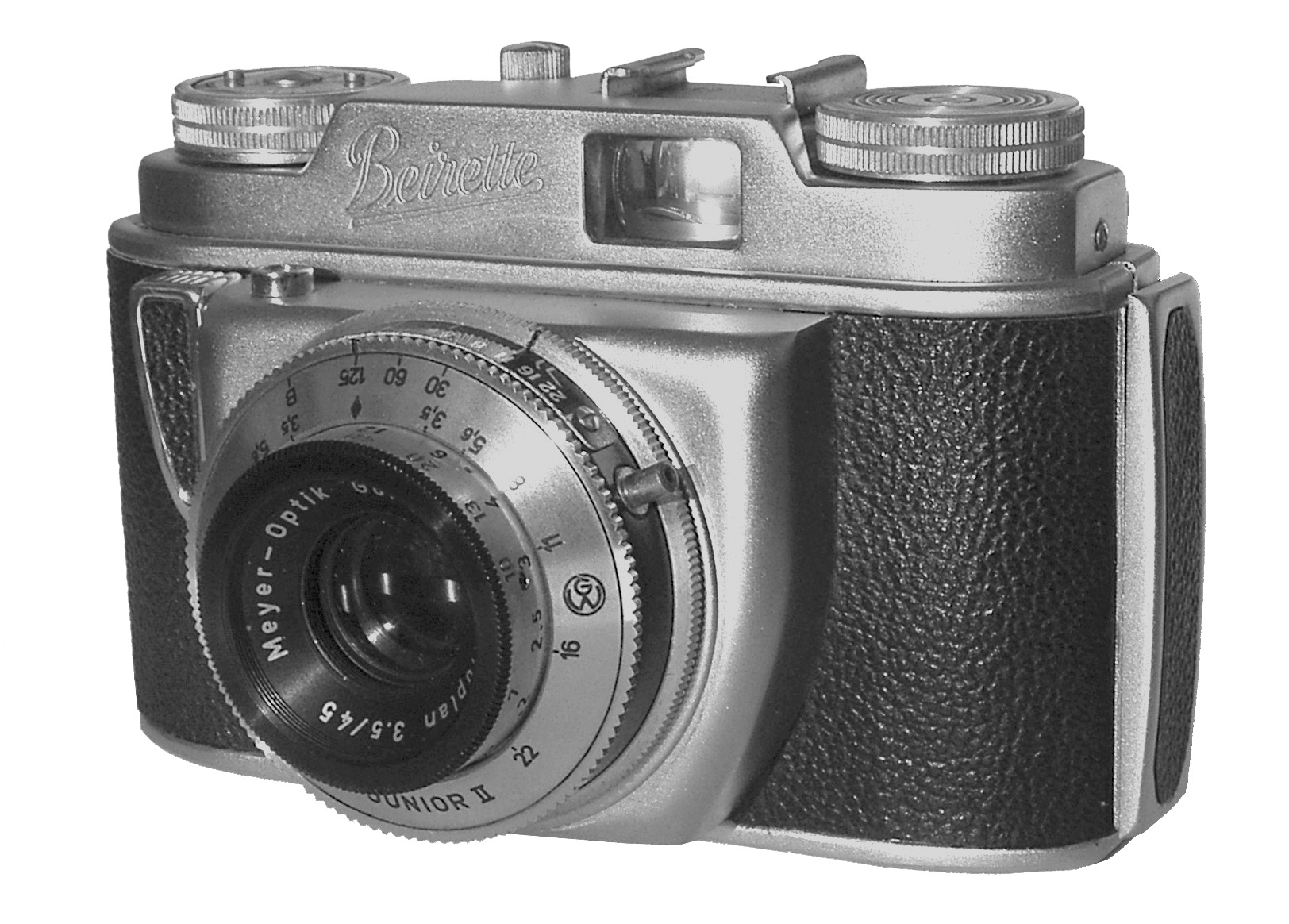
Beirette とトリオプラン f/ 3.5 45mm
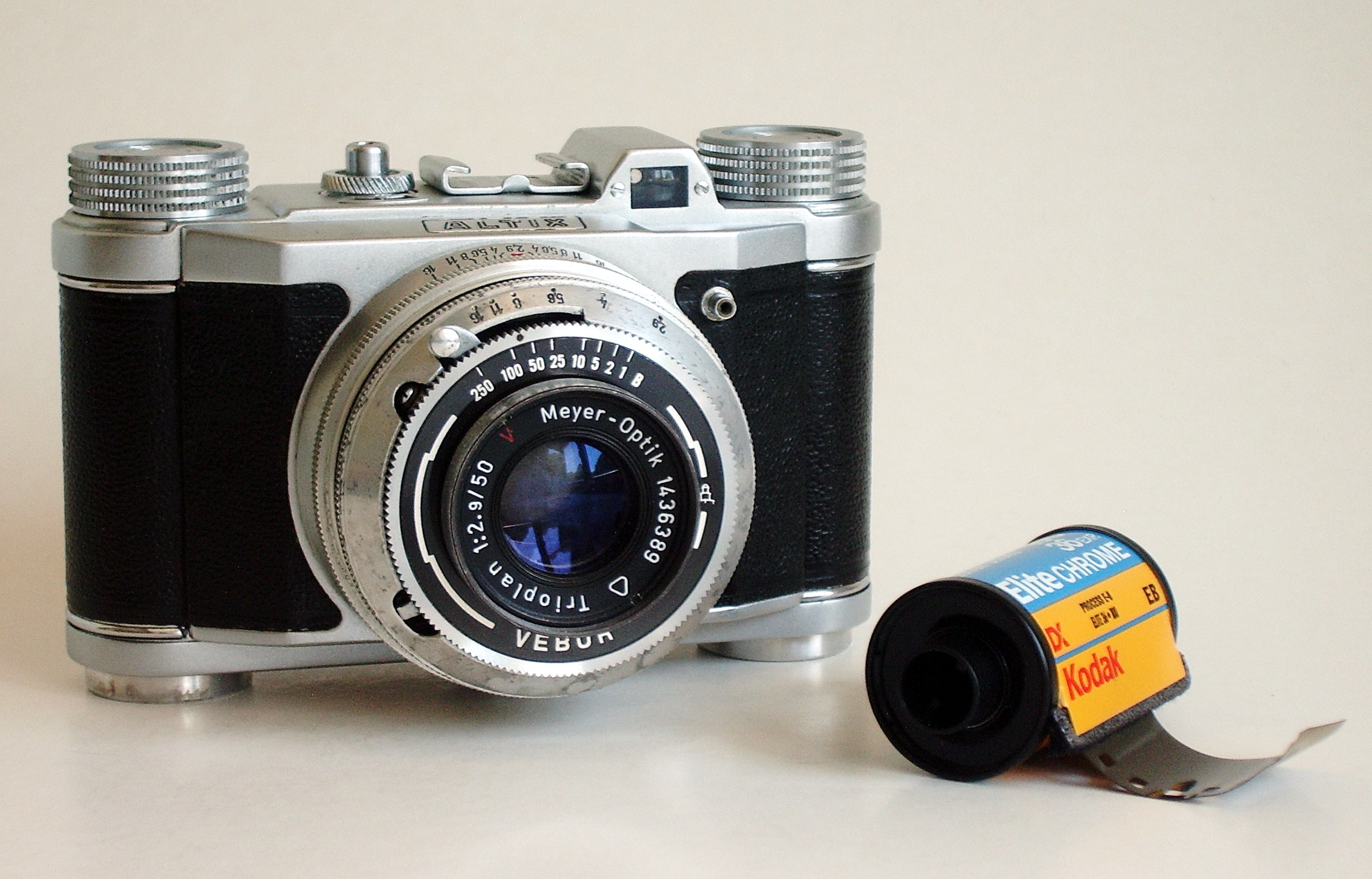
Altix III 24x36mmに搭載されたトリオプラン f/ 2.8 50mm

## 現行モデル
現在販売されている以下のレンズは、キャノンEFマウント、キャノンRFマウント、ニコンFマウント、ニコンZマウント、フジXマウント。ペンタックスKマウント、ソニーEマウント、マイクロフォーサーズマウント、ライカMマウント、ライカLマウントがある。
- Trioplan 35mm F2.8 II[12]
- Trioplan 50mm F2.8 II[12]
- Trioplan 100mm F2.8 II[12]